# Galea monasteriensis
Espèce
Statut de conservation UICN

 DD  : Données insuffisantes
Galea monasteriensis est une espèce de Rongeurs de la famille des Cavidés. C'est un petit mammifère terrestre qui fait partie du genre Galea qui regroupe les cobayes à dents jaunes. Il est endémique de Bolivie.
L'espèce a été décrite pour la première fois en 2004 par une équipe allemande de l'université de Münster : la biologiste Katrin Y. Solmsdorff, le  geomicrobiologiste Dagmar Kock, la zoologiste Christa Hohoff et le  biologiste comportemental Norbert Sachser.